# Wessex Sound Studios
Wessex Sound Studios — ныне несуществующая студия звукозаписи, находившаяся в лондонском районе Хайбери (англ.). В ней записывали свои работы такие известные музыканты, как Sex Pistols, King Crimson, The Clash, Theatre of Hate, XTC, The Sinceros, Queen, Talk Talk, The Rolling Stones, Пит Таунсенд и The Damned. Здание было продано компании по недвижимости в 2003 году.

## История
Здание, в котором открыли студию, было построено в 1881 году как церковный зал при церкви Святого Августина в Хайбери. Как и другие здания викторианской эпохи, она построена в готическом стиле.
В 1960-х годах семья Томпсон переоборудовала церковный зал в звукозаписывающую студию. Они назвали её Wessex (рус. Уэссекс), потому что предыдущая их студия находилась в местности, которая в древности являлась территорией королевства Уэссекс. Авторы песен и музыканты Лес Рид (англ.) и Барри Мейсон (англ.) купили здание в 1965 году. В 1975 году звукозаписывающая компания Chrysalis купила студию Wessex и студию AIR (англ.) Джорджа Мартина, при этом Мартин стал директором компании. В 2003 году участок, на котором находилась студия, купила строительная компания Neptune Group и возвела на нём жилые здания, среди которых 8 квартир и таунхаус.